# Loyaliteitseilanden
De Loyaliteitseilanden (Frans: Îles Loyauté) zijn een archipel in de Grote Oceaan die onderdeel vormt van het Franse overzeese gebiedsdeel Nieuw-Caledonië. De eilandengroep vormt bestuurlijk gezien de Province des îles Loyauté, een van de drie provincies van Nieuw-Caledonië. De eilanden liggen in het regenwoudgebied en vallen onder Melanesië. De hoofdplaats is Wé op het eiland Lifou.
De bevolking van 18.297 personen (volkstelling 2014) bestaat uit een mengeling van Polynesiërs en Melanesiërs en een kleine Europese minderheid.
Het belangrijkste exportproduct van de eilanden vormt kopra (gedroogd vruchtvlees van kokosnoten).

## Geografie en indeling
De eilandenarchipel bestaat uit 4 atollen (Maré, Lifou, Ouvéa en Tiga) en een paar kleine eilandjes eromheen. De totale oppervlakte van de eilanden bedraagt 1.981 km². Op Maré ligt het hoogste punt (138 meter).
De eilandengroep is onderverdeeld in drie communes (gemeenten):
- Lifou - omvat Lifou, Tiga en verschillende eilandjes;
- Maré - omvat Maré en Dudun;
- Ouvéa - omvat Ouvéa, Mouli, Faiava en verschillende eilanden en eilandjes eromheen.

De eilanden Dudun, Faiava, Lifou, Maré, Mouli en Ouvéa zijn bewoond.

## Geschiedenis
De Britse kapitein William Raven, die in 1793 met het handelsschip Britannia van Norfolk naar Batavia voer, wordt vaak genoemd als de eerste westerling die het eiland aandeed. Het is echter waarschijnlijker dat de ontdekking en naamgeving van de eilanden iets verder teruggaat; Tussen 1789 en 1790 voer het Londense schip Loyalty (ook Loyalist) tijdens een handelsreis ook in de buurt van de eilanden.